# Viniegra de Arriba
Viniegra de Arriba és un municipi de la Rioja, a la regió de la Rioja Alta.

## Història
En 1366 va ser inclosa amb la denominació de Viniegra de Suso, entre les localitats del Senyoriu de Cameros, que seria cedit per Enrice II de Trastámara a Juan Ramírez de Arellano pel seu recolzo en la lluita contra Pere I el Cruel. Posteriorment, va pertànyer al senyoriu dels comtes d'Aguilar i Inestrillas, hereus del domini de Cameros, segons apareix constatat en el Cadastre del Marquès de l'Ensenada de l'any 1751. Després de la desaparició dels senyorius, en 1811, es va convertir en vila exempta de la província de Sòria, fins a la creació de la província de Logronyo el 30 de novembre de 1833.